# Hexatoma urania
Hexatoma urania är en tvåvingeart som beskrevs av Alexander 1949. Hexatoma urania ingår i släktet Hexatoma och familjen småharkrankar. Inga underarter finns listade i Catalogue of Life.